# Балыклейский район
Балыклейский район — административно-территориальная единица, входившая в Сталинградский край и Сталинградскую область (с 1961 года — Волгоградскую).
Районный административный центр — село Горный Балыклей.

## География
Район граничил:
- на востоке — с рекой Волгой, по другую сторону её — с Пролейским и Быковским;
- на севере с Камышинским;
- на западе — с Ольховским;
- на юге — с Дубовским районами.

## История
Балыклейский район был образован в составе Сталинградского края постановлением президиума Сталинградского краевого исполнительного комитета от 29 января 1935 года № 157 в соответствии с Постановлением ВЦИК от 25 января 1935 года «О новой сети районов Сталинградского края и улусов Калмыцкой автономной области» при разукрупнении Дубовского, Ольховского и Камышинского районов.)
В район вошли следующие сельские советы:
| Из Ольховского района                                                                                                 | Из Камышинского района | Из Дубовского района                                                                               |
| --- | ---------------------- | -------------------------------------------------------------------------------------------------- |
| 1. Варькинский 2. Грязновский 3. Липовский 4. Ново-Александровский 5. Ново-Георгиевский 6. Романовский 7. Ягодновский | 1. Караваинский        | 1. Балыклейский 2. Горно-Пролейский 3. Полунинский 4. Семеновский 5. Суводский 6. Усть-Погожинский |

С созданием Сталинградской области 5 декабря 1936 года (Сталинградская область перечислена в составе областей РСФСР, ст. 22 Конституции СССР, утверждённой постановлением чрезвычайного VIII съезда Советов СССР), Балыклейский район вошёл в её состав.
На основании Указа Президиума Верховного Совета РСФСР «Об укрупнении сельских районов и изменений подчиненности районов и городов Волгоградской области» и решения исполкома Волгоградского облсовета от 7 февраля 1963 года № 3/55 Балыклейский район был ликвидирован. Территории Горно-Пролейского, Суводского, Усть-Погожинского сельсоветов были включены в состав Дубовского района; территории Горно-Пролейского, Караваинского, Линевского, Романовского, Ягодновского сельсоветов — в состав Камышинского района.

## Население
Динамика численности населения:
- 1939 — 18688[2];
- 1959 — 15259[3].

## Административное деление
1936 год
На 1 января 1936 года Балыклейский район состоял из 14 сельсоветов, в которые входило 28 населенных пунктов:
| №№ п/п | Сельсовет            | Населённые пункты в составе сельсовета                                         |
| ------ | -------------------- | ------------------------------------------------------------------------------ |
| 1      | Варькинский          | хутор Варькинский                                                              |
| 2      | Горно-Балыклейский   | село Балыклей, Балка Балыклейская, хутора Березовский, Голый, Горбунов, Чернов |
| 3      | Горно-Пролейский     | Горная-Пролейка, Курандин                                                      |
| 4      | Грязновский          | хутора Грязновский, Ленинский                                                  |
| 5      | Караваинский         | село Караваинка                                                                |
| 6      | Липовский            | село Липовка, хутора Серин, Щепкин                                             |
| 7      | Ново-Александровский | село Ново-Александровка                                                        |
| 8      | Ново-Георгиевский    | хутор Ново-Георгиевский                                                        |
| 9      | Полунинский          | село Полунино                                                                  |
| 10     | Романовский          | село Романовка, хутора Камышин, Кулига, Студеновский                           |
| 11     | Семёновский          | село Семёновка                                                                 |
| 12     | Суводский            | станица Суводская, хутор Растригин                                             |
| 13     | Усть-Погожский       | село Усть-Погожино, коммуна «Практик»                                          |
| 14     | Ягодновский          | хутор Ягодновский                                                              |

1939 год
По данным областного статистического управления за 1939 год в Балыклейский район входили следующие населенные пункты:
1. хутор Балыклей
2. посёлок Березовка
3. село Варькино
4. хутор Голитников
5. посёлок Голой
6. СТФ Горбунов
7. село Горная Пролейка
8. село Горный
9. культстан Гремучий-культстан
10. хутор Грязная речка ОТФ
11. хутор Зайцев
12. посёлок Камнеразработка
13. хутор Камышин
14. село Караваинка
15. хутор Коротов
16. хутор Кулича
17. посёлок Ленина
18. село Липовка
19. МТФ колхоза «Красный Октябрь»
20. село Ново-Александровка
21. село Ново-Георгиевка
22. хутор Осиновая Балка ОТФ
23. посёлок Первое Мая
24. хутор Питомник Райзо
25. село Полунино
26. хутор Почтовая Балка (ферма колхоза «Коммунар»)
27. село Романовка
28. посёлок Рострыгин
29. село Семеновка
30. хутор Старички
31. хутор Студеновка
32. ферма СТФ
33. село Суводское
34. хутор Чернов
35. хутор Шишкин
36. хутор Щелкин
37. хутор Щербаков ОТФ
38. село Ягодное
39. хутор Яковлев

1940 год
Согласно данным справочника административно-территориального деления на 1 апреля 1940 года Балыклейский район включал 14 сельсоветов:
1. Балыклейский
2. Варькинский
3. Горно-Пролейский
4. Грязновский
5. Караваинский
6. Липовский
7. Ново-Александровский
8. Ново-Георгиевский
9. Полунинский
10. Романовский
11. Семеновский
12. Суводский
13. Усть-Погожинский
14. Ягодновский

С 1942 по 1945 годы административно-территориальное деление Балыклейского района на уровне сельсоветов не изменялось.
1945 год
В 1945 году некоторые изменения затронули состав хуторов, входивших в сельсоветы Балыклейского района, однако сведений об их упразднении, переименовании в документах и справочниках архива за 1936—1945 годы выявить не удалось. По данным Сталинградского областного статистического управления за 1945 год в Балыклейском районе числилось 38 населенных пунктов:
1. село Варькино
2. село Горный-Балыклей
3. Горно-Пролейская МТС усадьба
4. хутор Горбунов
5. село Грязное
6. хутор Гремучий
7. хутор Грязный
8. хутор Зайцев
9. посёлок Камыши
10. село Караваинка
11. хутор Коротов
12. Короткая Липовая стф. колхоза им. Сталина
13. хутор Колхоз 1 мая
14. х. Кулижный
15. пос. Ленинский
16. с. Липовка
17. пос. МТФ колхоза им. Кирова
18. с. Ново-Александровка
19. с. Ново-Георгиевка
20. Осиновая балка стф. колхоза им. Сталина
21. посёлок Питомник
22. хутор Полунино
23. село Пролейка
24. Посёлок ферма № 6 стф. колхоза Ленина
25. село Романовка
26. хутор Руссков
27. посёлок Расстрыгин
28. село Семеновка
29. посёлок Студенка
30. станицаца Суводская
31. село Усть-Погожье
32. Ферма стф.
33. МТФ к-за Красный Октябрь
34. МТФ колхоза 1 Мая
35. хутор Шишкин
36. хутор Щербаков
37. хутор Щепкин
38. село Ягодное

С 1945 по 1950 годы административно-территориальное деление Балыклейского района на уровне сельсоветов не изменялось, сведений об образовании населенных пунктов в документах архива и справочниках по истории административно-территориального деления выявить не удалось.
1951 год
На 1 января 1951 года в составе Балыклейского района значились следующие населенные пункты:
| Сельсоветы на 1 января 1951 года | Сельсоветы на 1 января 1951 года | Сельсоветы на 1 января 1951 года                                          | Сельсоветы на 1 января 1951 года |
| №№ п/п                           | Сельсовет                        | Населённые пункты в составе сельсовета                                    |                                  |
| -------------------------------- | -------------------------------- | ------------------------------------------------------------------------- | -------------------------------- |
| 1                                | Варькинский                      | хутор Варькинский                                                         |                                  |
| 2                                | Горно-Балыклейский               | Балка Балыклейская, Балыклей, хутора Березовский, Голый, Горбунов, Чернов |                                  |
| 3                                | Горно-Пролейский                 | Горная-Пролейка, Курандин                                                 |                                  |
| 4                                | Грязновский                      | хутора Грязновский, Ленинский                                             |                                  |
| 5                                | Караваинский                     | село Караваинка                                                           |                                  |
| 6                                | Липовский                        | село Липовка, хутора Серин, Щепкин                                        |                                  |
| 7                                | Ново-Александровский             | село Ново-Александровка                                                   |                                  |
| 8                                | Ново-Георгиевский                | село Ново-Георгиевка                                                      |                                  |
| 9                                | Полунинский                      | село Полунино                                                             |                                  |
| 10                               | Романовский сельсовет            | село Романовка, хутора Камышин, Кулига, Студеновский                      |                                  |
| 11                               | Семёновский                      | село Семёновка                                                            |                                  |
| 12                               | Суводский                        | хутор Растригин, станица Суводская                                        |                                  |
| 13                               | Усть-Погожский                   | Коммуна «Практик», село Усть-Погожино                                     |                                  |
| 14                               | Ягодновский                      | село Ягодное                                                              |                                  |

В связи со строительством Сталинградской ГЭС облисполком 24 апреля 1952 года принял решение № 16/778 о переносе в Балыклейском районе следующих населенных пунктов: село Балыклей, станица Суводская, хутор Растригин, село Караваинка, село Горная Пролейка — выше зоны затопления в том же населенном пункте.
Решением Сталинградского облисполкома от 9 июля 1953 года № 24/1600 «В целях улучшения советской работы на селе и повышения организаторской роли сельских Советов», были объединены следующие сельсоветы:
- Балыклейский и Суводский — в один Балыклейский сельский Совет, центр — село Горный Балыклей, с включением сёла Горный Балыклей, хутора Горбунов, хутора Зайчий, станицыцы Суводской, хутора Растрыгин.
- Усть-Погожинский и Семеновский — в один Усть-Погожинский сельский Совет, центр село Усть-Погожье с включением населенных пунктов: с. Усть-Погожье, усадьба Горно-Пролейской МТС, с. Семеновка[11].
- В связи с тем, что на территории Ново-Георгиевского и Ново-Александровского сельских советов расположен один колхоз им. Калинина, большинство населения проживает в селе Ново-Георгиевка Ново-Георгиевского сельсовета, в селе Ново-Александровка проживает всего 152 человека, и сельский совет находится от Ново-Георгиевского сельсовета на расстоянии 4 км, Ново-Георгиевский и Ново-Александровский сельсоветы — объединить в один Ново-Георгиевский сельский Совет, центр село Ново-Георгиевка с включением населенных пунктов: с. Ново-Александровка, Ново-Георгиевка[12].
- Романовский и Варькинский сельсоветы — в один Романовский сельский Совет, центр село Романовка с включением в Романовский с/совет населенных пунктов: с. Романовка, х. Студеновка, х. Камышин, с. Варькино.

1955 год
В 1955 году в Балыклейский район входило 10 сельсоветов:
1. Горно-Балыклейский
2. Горно-Пролейский
3. Грязновский
4. Караваинский
5. Липовский
6. Ново-Георгиевский
7. Полунинский
8. Романовский
9. Усть-Погожинский
10. Ягодновский

Решением Сталинградского облисполкома от 20 марта 1959 года № 6/139 в Балыклейском районе были упразднены:
- Грязновский и Ново-Георгиевский сельсоветы, территория которых передавалась в состав Ягодновского сельсовета;
- Полунинский сельсовет, территория его передана в состав Горно-Балыклейского сельсовета.

Был образован Суводский сельсовет с центром в станице Суводской.
Из Горно-Балыклейского сельсовета были выделены и включены в состав Суводского сельсовета: станица Суводская, хутор Растрыгин, территория в границах земель колхоза им. Сталинградской ГЭС.
1960 год
По данным справочника административно-территориального деления на 1 июля 1960 года в Балыклейском районе значились следующие сельсоветы:
1. Горно-Балыклейский
2. Горно-Пролейский
3. Караваинский
4. Липовский
5. Романовский
6. Суводский
7. Усть-Погожинский
8. Ягодновский

В соответствии с решением Сталинградского облисполкома от 14 апреля 1960 года № 6/188 хутор Первое мая Горно-Пролейского сельсовета был перечислен в состав Усть-Погожинского сельсовета Балыклейского района.

## Транспорт
- Ближайшая железнодорожная станция — Камышин.